# 西尼亞夫卡河 (伊爾沙夫卡河支流)

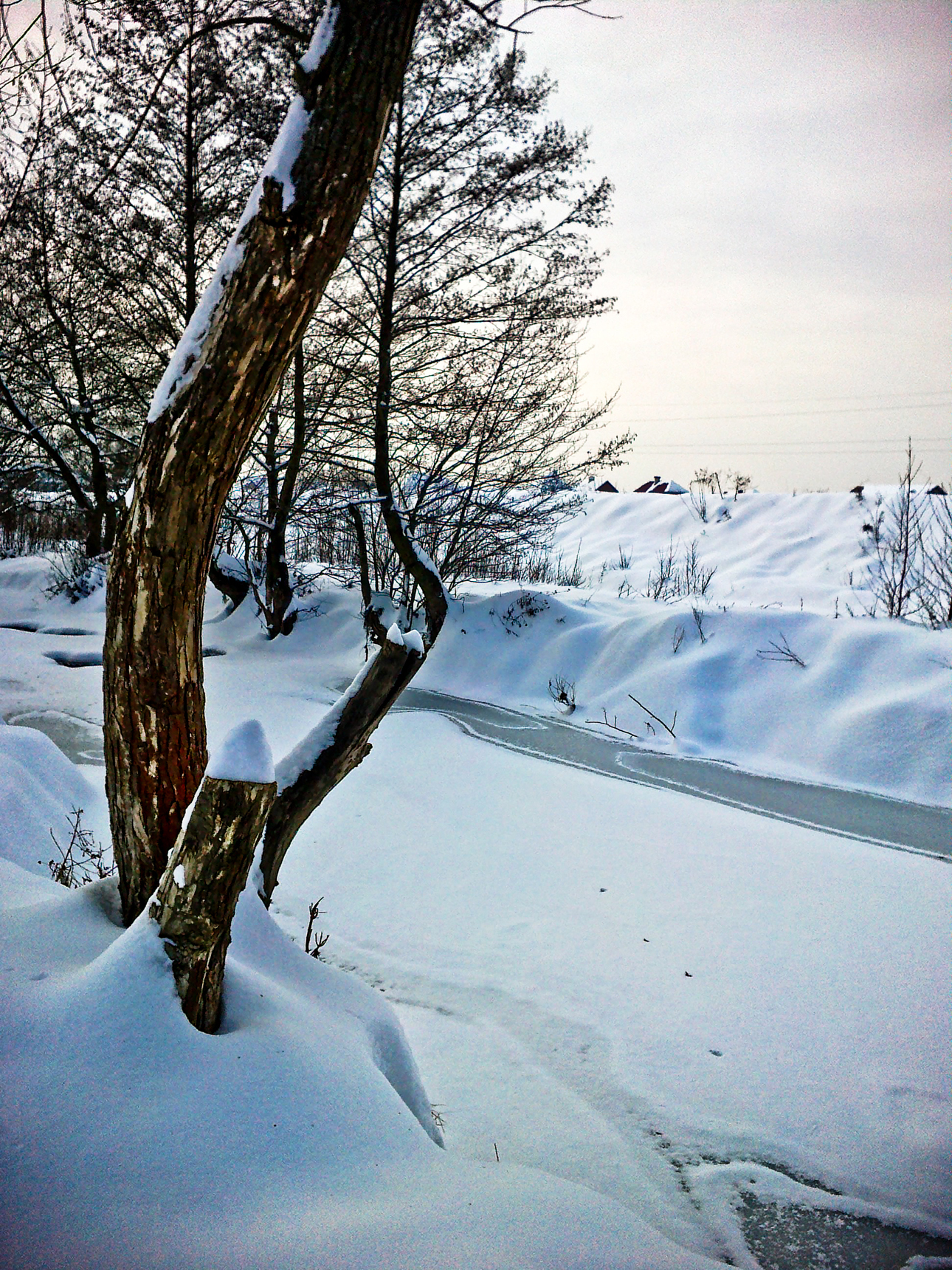

錫尼亞夫卡河（烏克蘭語：Синявка），是烏克蘭西部的河流，屬於伊爾沙夫卡河的左支流。該河流經外喀爾巴阡州的胡斯特區，河道全長21公里，流域面積41.4平方公里。